# Rally Dakar 2020

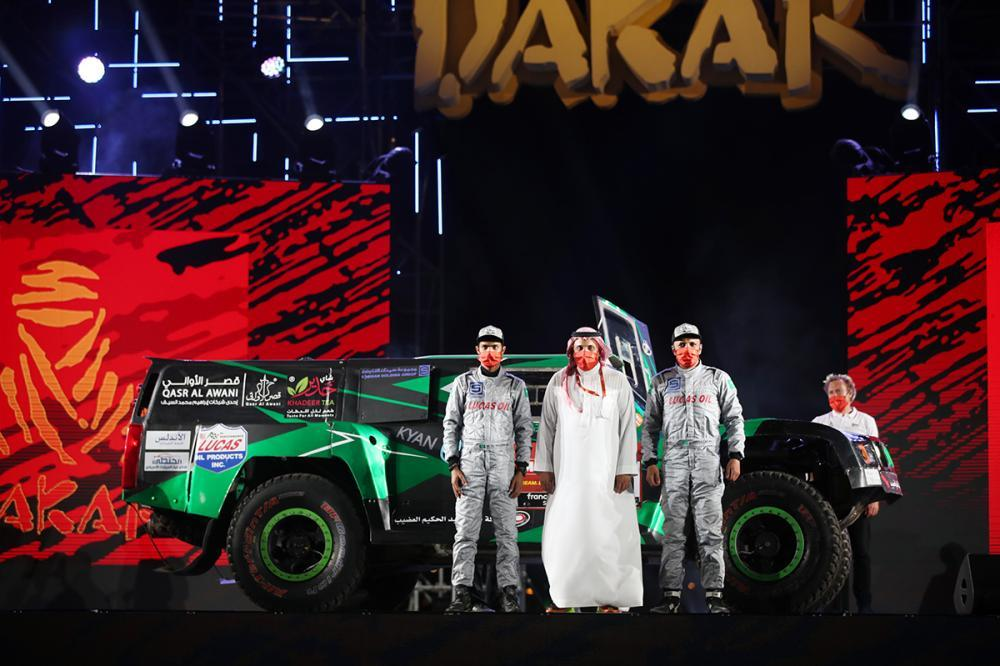

Il Rally Dakar 2020 è la 42ª edizione del Rally Dakar e per la prima volta si svolge in Arabia Saudita dopo undici anni consecutivi in cui l'evento si era svolto in Sud America. La competizione è iniziata a Gedda il 5 gennaio e dopo 12 tappe è terminata a Qiddiya il 17 gennaio 2020.
Dopo 11 anni in Sud America, l'evento si tiene per la prima volta nel continente asiatico. Il contratto per ospitare l'evento in Arabia Saudita ha durata quinquennale.
La distanza totale del rally è di 7900 km, con 5000 km di prove speciali.
In questa edizione in alcune fasi i nuovi roadbook vengono distribuiti solo pochi minuti prima dell'inizio del prova. L'obiettivo è ridurre il gap dei grandi team e riequilibrare la competizione a favore delle scuderie minori.

## Iscritti principali

### Moto
| Scuderia                                 | Moto                  | #  | Pilota                |
| ---------------------------------------- | --------------------- | -- | --------------------- |
| Red Bull KTM Factory Team                | KTM 450 Rally Replica | 1  | Toby Price            |
| Red Bull KTM Factory Team                | KTM 450 Rally Replica | 2  | Matthias Walkner      |
| Red Bull KTM Factory Team                | KTM 450 Rally Replica | 3  | Sam Sunderland        |
| Red Bull KTM Factory Team                | KTM 450 Rally Replica | 16 | Luciano Benavides     |
| KTM Factory Team                         | KTM 450 Rally Replica | 31 | Mario Patrão          |
| Monster Energy Yamaha Rally Team         | Yamaha WR450F Rally   | 4  | Adrien van Beveren    |
| Monster Energy Yamaha Rally Team         | Yamaha WR450F Rally   | 10 | Xavier de Soultrait   |
| Monster Energy Yamaha Rally Team         | Yamaha WR450F Rally   | 22 | Franco Caimi          |
| Monster Energy Yamaha Rally Team         | Yamaha WR450F Rally   | 28 | Jamie McCanney        |
| Rockstar Energy Husqvarna Factory Racing | Husqvarna FR450 Rally | 5  | Pablo Quintanilla     |
| Rockstar Energy Husqvarna Factory Racing | Husqvarna FR450 Rally | 6  | Andrew Short          |
| Monster Energy Honda Team 2020           | Honda CRF450 Rally    | 7  | Kevin Benavides       |
| Monster Energy Honda Team 2020           | Honda CRF450 Rally    | 9  | Ricky Brabec          |
| Monster Energy Honda Team 2020           | Honda CRF450 Rally    | 12 | Joan Barreda          |
| Monster Energy Honda Team 2020           | Honda CRF450 Rally    | 17 | José Ignacio Cornejo  |
| Monster Energy Honda Team 2020           | Honda CRF450 Rally    | 26 | Aaron Mare            |
| Hero MotoSports Team Rally               | Hero 450 Rally        | 8  | Paulo Gonçalves       |
| Hero MotoSports Team Rally               | Hero 450 Rally        | 27 | Joaquim Rodrigues     |
| Hero MotoSports Team Rally               | Hero 450 Rally        | 32 | Sebastian Bühler      |
| Hero MotoSports Team Rally               | Hero 450 Rally        | 50 | CS Santosh            |
| Sherco TVS Rally Factory                 | Sherco TVS 450 RTR    | 11 | Adrien Metge          |
| Sherco TVS Rally Factory                 | Sherco TVS 450 RTR    | 20 | Johnny Aubert         |
| Sherco TVS Rally Factory                 | Sherco TVS 450 RTR    | 24 | Lorenzo Santolino     |
| Sherco TVS Rally Factory                 | Sherco TVS 450 RTR    | 83 | Harith Koitha Veettil |
| GasGas Factory Team                      | GasGas RX450F Replica | 14 | Laia Sanz             |

### Quad
| Scuderia      | Quad              | #   | Pilota           |
| ------------- | ----------------- | --- | ---------------- |
| Casale Racing | Yamaha Raptor 700 | 250 | Ignacio Casale   |
| Sonik Team    | Yamaha Raptor 700 | 251 | Rafal Sonik      |
| Team Giroud   | Yamaha YFZ700     | 252 | Alexandre Giroud |
| 7240 Team     | Yamaha Raptor 700 | 255 | Manuel Andújar   |

### Auto
| Scuderia                | Auto                         | #   | Pilota                   | Copilota           |
| ----------------------- | ---------------------------- | --- | ------------------------ | ------------------ |
| Toyota Gazoo Racing     | Toyota Hilux                 | 300 | Nasser Al-Attiyah        | Matthieu Baumel    |
| Toyota Gazoo Racing     | Toyota Hilux                 | 304 | Giniel de Villiers       | Alex Haro          |
| Toyota Gazoo Racing     | Toyota Hilux                 | 307 | Bernhard ten Brinke      | Tim Colsoul        |
| Toyota Gazoo Racing     | Toyota Hilux                 | 310 | Fernando Alonso          | Marc Coma          |
| Borgward Rally Team     | Borgward BX7 Evo             | 301 | Nani Roma                | Daniel Oliveras    |
| Borgward Rally Team     | Borgward BX7 Evo             | 332 | Ricardo Porem            | Manuel Porem       |
| Bahrain JCW X-raid Team | Mini John Cooper Works Buggy | 302 | Stéphane Peterhansel     | Paulo Fiúza        |
| Bahrain JCW X-raid Team | Mini John Cooper Works Buggy | 305 | Carlos Sainz             | Lucas Cruz         |
| Orlen X-raid Team       | Mini John Cooper Works Rally | 303 | Jakub Przygoński         | Timo Gottschalk    |
| X-raid G-Energy         | Mini John Cooper Works Rally | 317 | Vladimir Vasil'ev        | Vitalij Evtechov   |
| X-raid Mini JCW Team    | Mini John Cooper Works Rally | 311 | Orlando Terranova        | Bernardo Graue     |
| X-raid Mini JCW Team    | Mini ALL4 Racing             | 355 | Aleksandr Dorossinskij   | Oleg Uperenko      |
| MP-Sports               | Ford Raptor RS Cross Country | 306 | Martin Prokop            | Viktor Chytka      |
| Abu Dhabi Racing        | Peugeot 3008 DKR             | 308 | Khalid Al Qassimi        | Xavier Panseri     |
| Overdrive Toyota        | Toyota Hilux                 | 309 | Yazeed Al-Rajhi          | Konstantin Žilcov  |
| Overdrive Toyota        | Toyota Hilux                 | 314 | Erik van Loon            | Sebastien Delaunay |
| Overdrive Toyota        | Toyota Hilux                 | 316 | Peter van Merksteijn Sr. | Michael Orr        |
| Overdrive Toyota        | Toyota Hilux                 | 320 | Ronan Chabot             | Gilles Pillot      |
| Overdrive Toyota        | Toyota Hilux                 | 334 | Jesús Calleja            | Jaume Aregall      |
| Overdrive Toyota        | Toyota Hilux                 | 344 | Bobby Patton             | Robby Pierce       |
| RD Limited              | RD Limited DXX               | 329 | Romain Dumas             | Alexandre Winocq   |
| RD Limited              | Rebellion DXX                | 351 | Alexandre Pesci          | Stephan Kuhni      |
| RD Limited              | Bowler Nemesis               | 385 | Yves Tartarin            | Patrick Lepers     |
| PH-Sport                | Peugeot 2008 DKR             | 330 | Pierre Lachaume          | Jean-Michel Polato |

### SxS
| Scuderia                   | SxS             | #   | Pilota              | Copilota           |
| -------------------------- | --------------- | --- | ------------------- | ------------------ |
| South Racing Can-Am        | Can-Am Maverick | 400 | Francisco López     | Juan Pablo Latrach |
| South Racing Can-Am        | Can-Am Maverick | 427 | Austin Jones        | Kellon Walch       |
| South Racing Can-Am        | Can-Am Maverick | 437 | Antonio Marmolejo   | Eduardo Blanco     |
| Monster Energy Can-Am      | Can-Am Maverick | 401 | Gerard Farres Guell | Armand Monleon     |
| Monster Energy Can-Am      | Can-Am Maverick | 402 | Reinaldo Varela     | Gustavo Gugelmin   |
| Monster Energy Can-Am      | Can-Am Maverick | 405 | Casey Currie        | Sean Berriman      |
| Red Bull Off-Road Team USA | Overdrive OT3   | 403 | Cyril Despres       | Michael Horn       |
| Red Bull Off-Road Team USA | Overdrive OT3   | 409 | Blade Hildebrand    | Francois Cazalet   |
| Red Bull Off-Road Team USA | Overdrive OT3   | 412 | Mitchell Guthrie    | Ola Fløene         |

### Camion
| Scuderia                    | Auto                        | #   | Pilota                | Copilota              | Meccanico             |
| --------------------------- | --------------------------- | --- | --------------------- | --------------------- | --------------------- |
| KAMAZ-master                | Kamaz 43509                 | 500 | Eduard Nikolaev       | Evgenij Jakovlev      | Vladimir Rybakov      |
| KAMAZ-master                | Kamaz 43509                 | 501 | Dmitrij Sotnikov      | Ruslan Achmadeev      | Il'giz Achmetzjanov   |
| KAMAZ-master                | Kamaz 43509                 | 511 | Andrej Karginov       | Andrej Mokeev         | Igor' Leonov          |
| KAMAZ-master                | Kamaz 43509                 | 516 | Anton Šibalov         | Dmitrij Nikitin       | Ivan Tatarinov        |
| Instaforex Loprais Team     | Praga V4S DKR               | 502 | Aleš Loprais          | Petr Pokora           | Khalid Alkendi        |
| MAZ-SPORTauto               | MAZ 6440RR                  | 503 | Sjarhej Viazovič      | Pavel Harnain         | Anton Zaparoščanka    |
| MAZ-SPORTauto               | MAZ 5309RR                  | 508 | Aleksandr Vasileŭskij | Dzmitryj Vichrenka    | Vital' Muryleŭ        |
| MAZ-SPORTauto               | MAZ 5309RR                  | 528 | Aljaksej Višneŭskij   | Maksim Novikaŭ        | Andrej Neviarovič     |
| Big Shock Racing            | Iveco Powerstar             | 504 | Martin Macik          | František Tomášek     | David Švanda          |
| Petronas Team de Rooy Iveco | Iveco Powerstar             | 505 | Janus van Kasteren    | Darek Rodewald        | Marcel Snijders       |
| Petronas Team de Rooy Iveco | Iveco Powerstar             | 517 | Albert Llovera        | Ferran Alcayna        | Marc Torres           |
| Petronas Team de Rooy Iveco | Iveco Powerstar             | 522 | Victor Versteijnen    | Andreas van der Sande | Teun van Dal          |
| Petronas Team de Rooy Iveco | Iveco Trakker               | 531 | Michiel Becx          | Bernard der Kinderen  | Edwin Kuijpers        |
| Mammoet Rallysport          | Renault CBH 375             | 506 | Martin van den Brink  | Wouter de Graaff      | Mitchel van den Brink |
| Riwald Dakar Team           | Renault C460 Hybrid Edition | 507 | Gert Huzink           | Rob Buursen           | Martin Roesink        |
| Riwald Dakar Team           | Renault K520                | 514 | Pascal De Baar        | Jan van der Vaet      | Stefan Slootjes       |
| Tatra Buggyra Racing        | Tatra Phoenix               | 509 | Martin Šoltys         | Tomáš Šikola          | David Schovánek       |
| Hino Team Sugawara          | Hino 500                    | 512 | Teruhito Sugawara     | Yuji Mochizuki        | Hirokazu Somemiya     |
| Hino Team Sugawara          | Hino 600                    | 519 | Ikuo Hanawa           | Yudai Hanawa          | Mayumi Kezuka         |

## Tappe
| Tappa | Data       | Partenza        | Arrivo          | Rd               | SS               | Moto                 | Quad              | Auto                 | SxS                 | Camion           |
| ----- | ---------- | --------------- | --------------- | ---------------- | ---------------- | -------------------- | ----------------- | -------------------- | ------------------- | ---------------- |
| 1     | 5 gennaio  | Gedda           | Al Wajh         | 752              | 319              | Toby Price           | Ignacio Casale    | Vaidotas Žala        | Aron Domżała        | Anton Šibalov    |
| 2     | 6 gennaio  | Al Wajh         | Neom            | 393              | 367              | Ross Branch          | Ignacio Casale    | Giniel de Villiers   | Francisco López     | Sjarhej Viazovič |
| 3     | 7 gennaio  | Neom            | Neom            | 504              | 427              | Ricky Brabec         | Giovanni Enrico   | Carlos Sainz         | Gerard Farres Guell | Andrej Karginov  |
| 4     | 8 gennaio  | Neom            | Al-`Ula         | 672              | 453              | José Ignacio Cornejo | Ignacio Casale    | Stéphane Peterhansel | Mitchell Guthrie    | Anton Šibalov    |
| 5     | 9 gennaio  | Al-`Ula         | Ha'il           | 564              | 353              | Toby Price           | Alexandre Giroud  | Carlos Sainz         | Aron Domżała        | Dmitrij Sotnikov |
| 6     | 10 gennaio | Ha'il           | Riad            | 830              | 477              | Ricky Brabec         | Simon Vitse       | Stéphane Peterhansel | Gerard Farres Guell | Andrej Karginov  |
|       | 11 gennaio | Riad            | Riad            | Giorno di riposo | Giorno di riposo | Giorno di riposo     | Giorno di riposo  | Giorno di riposo     | Giorno di riposo    | Giorno di riposo |
| 7     | 12 gennaio | Riad            | Wadi Al Dawasir | 741              | 546              | Kevin Benavides      | Simon Vitse       | Carlos Sainz         | Blade Hildebrand    | Andrej Karginov  |
| 8     | 13 gennaio | Wadi Al Dawasir | Wadi Al Dawasir | 716              | 477              | Cancellata           | Cancellata        | Mathieu Serradori    | Reinaldo Varela     | Andrej Karginov  |
| 9     | 14 gennaio | Wadi Al Dawasir | Haradh          | 886              | 410              | Pablo Quintanilla    | Ignacio Casale    | Stéphane Peterhansel | Blade Hildebrand    | Andrej Karginov  |
| 10    | 15 gennaio | Haradh          | Shubaytah       | 345              | 271              | Joan Barreda         | Kamil Wasniewski  | Carlos Sainz         | Mitchell Guthrie    | Anton Šibalov    |
| 11    | 16 gennaio | Shubaytah       | Haradh          | 744              | 379              | Pablo Quintanilla    | Rafal Sonik       | Stéphane Peterhansel | Francisco López     | Andrej Karginov  |
| 12    | 17 gennaio | Haradh          | Qiddiya         | 262              | 167              | José Ignacio Cornejo | Arkadiusz Lindner | Nasser Al-Attiyah    | Reinaldo Varela     | Andrej Karginov  |

## Classifiche

### Moto
| Pos. | Pilota               | Moto                  | Scuderia                                 | Tempo     |
| ---- | -------------------- | --------------------- | ---------------------------------------- | --------- |
| 1    | Ricky Brabec         | Honda CRF450 Rally    | Monster Energy Honda Team 2020           | 40:02:36  |
| 2    | Pablo Quintanilla    | Husqvarna FR450 Rally | Rockstar Energy Husqvarna Factory Racing | +00:16:26 |
| 3    | Toby Price           | KTM 450 Rally Replica | Red Bull KTM Factory Team                | +00:24:06 |
| 4    | José Ignacio Cornejo | Honda CRF450 Rally    | Monster Energy Honda Team 2020           | +00:31:43 |
| 5    | Matthias Walkner     | KTM 450 Rally Replica | Red Bull KTM Factory Team                | +00:35:00 |
| 6    | Luciano Benavides    | KTM 450 Rally Replica | Red Bull KTM Factory Team                | +00:37:34 |
| 7    | Joan Barreda         | Honda CRF450 Rally    | Monster Energy Honda Team 2020           | +00:50:57 |
| 8    | Franco Caimi         | Yamaha WR450F Rally   | Monster Energy Yamaha Rally Team         | +01:42:35 |
| 9    | Skyler Howes         | Husqvarna FR450 Rally | Klymciw Racing                           | +02:08:41 |
| 10   | Andrew Short         | Husqvarna FR450 Rally | Rockstar Energy Husqvarna Factory Racing | +02:10:40 |

### Quad
| Pos. | Pilota           | Quad                 | Scuderia                          | Tempo     |
| ---- | ---------------- | -------------------- | --------------------------------- | --------- |
| 1    | Ignacio Casale   | Yamaha Raptor 700    | Casale Racing                     | 52:04:39  |
| 2    | Simon Vitse      | Yamaha Raptor 700    | # Je Peux 2020-bbr Mercier Racing | +00:18:24 |
| 3    | Rafal Sonik      | Yamaha Raptor 700    | Sonik Team                        | +01:04:15 |
| 4    | Manuel Andújar   | Yamaha Raptor 700    | 7240 Team                         | +03:30:16 |
| 5    | Kamil Wiśniewski | Yamaha Raptor 700    | Orlen Team                        | +04:38:53 |
| 6    | Sebastien Souday | Yamaha YFM700R       | Team All Tracks                   | +05:45:14 |
| 7    | Italo Pedemonte  | Yamaha Raptor 700    | Enrico Racing Team                | +06:34:28 |
| 8    | Nelson Sanabria  | Yamaha Raptor 700    | M.E.D. Racing Team                | +08:56:03 |
| 9    | Zdeněk Tůma      | Yamaha Raptor 700    | Barth Racing Team                 | +15:58:30 |
| 10   | Martin Sarquiz   | Can-Am Renegade 800R | Martin Sarquiz Team               | +17:14:39 |

### Auto
| Pos. | Pilota               | Copilota          | Vettura                      | Scuderia                                     | Tempo     |
| ---- | -------------------- | ----------------- | ---------------------------- | -------------------------------------------- | --------- |
| 1    | Carlos Sainz         | Lucas Cruz        | Mini John Cooper Works Buggy | Bahrain JCW X-raid Team                      | 42:59:17  |
| 2    | Nasser Al-Attiyah    | Matthieu Baumel   | Toyota Hilux                 | Toyota Gazoo Racing                          | +00:06:21 |
| 3    | Stéphane Peterhansel | Paulo Fiúza       | Mini John Cooper Works Buggy | Bahrain JCW X-raid Team                      | +00:09:58 |
| 4    | Yazeed Al-Rajhi      | Konstantin Žilcov | Toyota Hilux                 | Overdrive Toyota                             | +00:49:10 |
| 5    | Giniel de Villiers   | Alex Haro         | Toyota Hilux                 | Toyota Gazoo Racing                          | +01:07:09 |
| 6    | Orlando Terranova    | Bernardo Graue    | Mini John Cooper Works Rally | X-raid Mini JCW Team                         | +01:12:15 |
| 7    | Bernhard ten Brinke  | Tim Colsoul       | Toyota Hilux                 | Toyota Gazoo Racing                          | +01:18:34 |
| 8    | Mathieu Serradori    | Fabian Lurquin    | Century Buggy                | SRT Racing                                   | +07:57:58 |
| 9    | Yasir Seaidan        | Aleksej Kuzmič    | Mini John Cooper Works Rally | Race World Team                              | +03:42:17 |
| 10   | Wei Han              | Min Liao          | Hanwei Motorsport 2WD        | Geely Auto Shell Lubricant Cooper Tires Team | +03:51:07 |

### SxS
| Pos. | Pilota              | Copilota              | Vettura         | Scuderia                          | Tempo     |
| ---- | ------------------- | --------------------- | --------------- | --------------------------------- | --------- |
| 1    | Casey Currie        | Sean Berriman         | Can-Am Maverick | Monster Energy Can-Am             | 53:35:52  |
| 2    | Sergej Karjakin     | Anton Vlasiuk         | Can-Am Maverick | Snag Racing Team                  | +00:39:12 |
| 3    | Francisco López     | Juan Pablo Latrach    | Can-Am Maverick | South Racing Can-Am               | +00:52:36 |
| 4    | Conrad Rautenbach   | Pedro Bianchi         | PH-Sport Zephyr | PH-Sport                          | +01:12:19 |
| 5    | José Antonio Hinojo | Diego Ortega          | Can-Am Maverick | Hibor Raid                        | +01:20:38 |
| 6    | Jesús Puras         | Xavier Blanco         | Can-Am Maverick | Xraids - Buggymaster Team         | +02:19:15 |
| 7    | Axel Alletru        | Francois Beguin       | Can-Am Maverick | # Je Peux 2020-bbr Mercier Racing | +02:24:23 |
| 8    | Austin Jones        | Kellon Walch          | Can-Am Maverick | South Racing Can-Am               | +02:57:38 |
| 9    | Reinaldo Varela     | Gustavo Gugelmin      | Can-Am Maverick | Monster Energy Can-Am             | +05:44:01 |
| 10   | Santiago Navarro    | Marc Sola Terradellas | Can-Am Maverick | FN Speed Team                     | +05:44:35 |

### Camion
| Pos. | Pilota              | Copilota            | Meccanico           | Camion          | Scuderia                    | Tempo     |
| ---- | ------------------- | ------------------- | ------------------- | --------------- | --------------------------- | --------- |
| 1    | Andrej Karginov     | Andrej Mokeev       | Igor' Leonov        | Kamaz 43509     | Kamaz - Master              | 46:33:36  |
| 2    | Anton Šibalov       | Dmitrij Nikitin     | Ivan Tatarinov      | Kamaz 43509     | Kamaz - Master              | +00:42:26 |
| 3    | Sjarhej Viazovič    | Pavel Harnain       | Anton Zaparoščanka  | MAZ 6440RR      | MAZ - SPORTauto             | +02:04:42 |
| 4    | Dmitrij Sotnikov    | Ruslan Achmadeev    | Il'giz Achmetzjanov | Kamaz 43509     | Kamaz - Master              | +02:55:28 |
| 5    | Martin Macik        | František Tomášek   | David Švanda        | Iveco Powerstar | Big Shock Racing            | +03:28:08 |
| 6    | Janus van Kasteren  | Darek Rodewald      | Marcel Snijders     | Iveco Powerstar | Petronas Team de Rooy Iveco | +04:26:57 |
| 7    | Aleš Loprais        | Petr Pokora         | Khalid Alkendi      | Praga V4S DKR   | Instaforex Loprais Team     | +05:16:57 |
| 8    | Aljaksej Višneŭskij | Maksim Novikaŭ      | Andrej Neviarovič   | MAZ 5309RR      | MAZ - SPORTauto             | +05:24:30 |
| 9    | Patrice Garrouste   | Szymon Gospodarczyk | Petr Vojkovský      | Tatra Jamal     | Fesh Fesh / R-Sixteam       | +06:07:53 |
| 10   | Teruhito Sugawara   | Yuji Mochizuki      | Hirokazu Somemiya   | Hino 500        | Hino Team Sugawara          | +06:18:39 |

## Incidenti
Il 12 gennaio 2020, nel corso della settima tappa, il motociclista portoghese Paulo Gonçalves, pilota ufficiale Hero, è morto in un incidente. Il pilota è stato trovato incosciente e in arresto cardiopolmonare quando è arrivata la squadra medica in missione. Dopo un tentativo di rianimazione, è stato trasportato in elicottero all'ospedale di Layla, dove ne è stato constatato il decesso. L'organizzazione del rally, dopo essersi confrontata con i partecipanti, ha deciso di cancellare l'ottava tappa per le categorie moto e quad.
Il 16 gennaio 2020, nel corso dell'undicesima tappa, Edwin Straver, motociclista dilettante olandese che partecipava alla corsa in sella ad una KTM, è caduto mentre percorreva un tratto a bassa velocità, riportando diverse fratture alle vertebre cervicali ed è andato in arresto cardiaco. Soccorso dopo pochi minuti, è stato trasportato all'ospedale di Riad in condizioni critiche. Il successivo 22 gennaio è stato trasferito nei Paesi Bassi, dove è morto due giorni dopo senza aver mai ripreso conoscenza.